# Calliopsis rozeni
Calliopsis rozeni är en biart som beskrevs av Shinn 1965. Calliopsis rozeni ingår i släktet Calliopsis och familjen grävbin. Inga underarter finns listade.